# Ensemble Sagittarius
L'Ensemble Sagittarius est un ensemble vocal et instrumental de musique baroque, fondé à Paris en 1986 par Michel Laplénie, installé à Blaye en 2000, et dissous en 2016.

## Historique
L'Ensemble Sagittarius est fondé à Paris en janvier 1986 par Michel Laplénie. Sous sa direction, cet ensemble vocal et instrumental constitué selon le programme de 5 à 20 solistes spécialistes de la musique baroque se consacre à la redécouverte et à l’interprétation du répertoire vocal baroque européen avec une prédilection pour les musiques françaises et allemandes des XVIIe et XVIIIe siècles, et tout particulièrement Heinrich Schütz dont Sagittarius adopte le nom latinisé. En 2000 l'ensemble installe sa résidence à la citadelle de Blaye où il organise également des actions pédagogiques,.
En trente ans d'existence, Sagittarius acquiert une renommée internationale. L'ensemble se produit entre autres au Théâtre des Champs-Élysées (Alcina de Georg Friedrich Haendel, 1990, Alceste de Jean-Baptiste Lully, 1991), à l'abbaye de Sylvanès (1990), à l'Opéra de Lyon (Phaëton de Jean-Baptiste Lully, 1993), au Festival international d'art lyrique d'Aix-en-Provence (L'Europe galante d'André Campra, Hippolyte et Aricie de Jean-Philippe Rameau, 1995), à l'Abbaye Notre-Dame de Fontevraud (Psaumes de David d'Heinrich Schütz), à La Folle  Journée de Nantes (Schütz, 2009), au Festival Sinfonia en Périgord (Dietrich Buxtehude, 2016 à l'Auditorium de Bordeaux (Histoire de la Nativité d'Heinrich Schütz, 2016),. 
L'ensemble est dissous en 2016,..

## Discographie
La discographie de Sagittarius témoigne de son large répertoire reconnu pour la justesse et la profondeur des interprétations. 